# 1474
| [ Edytuj tabelę ]                          | |
| Król Polski                                | - 1447 Kazimierz IV Jagiellończyk 1492 |
| Książę Albanii                             | - 1446 Lekë Dukagjini 1481 |
| Współksiążęta Andory                       | - 1472 Pere de Cardona 1512 - 1472 Franciszek Febus 1479 |
| Król Anglii                                | - 1471 Edward IV 1483 |
| Król Aragonii i Walencji, hrabia Barcelony | - 1458 Jan II Aragoński 1479 |
| Władca Azteków                             | - 1468 Axayacatl 1481 |
| Elektor Brandenburgii                      | - 1471 Albrecht III Achilles 1486 |
| Książę Bawarii-Landshut                    | - 1450 Ludwik IX Bogaty 1479 |
| Książę Bawarii-Monachium                   | - 1460 Zygmunt 1501 - 1465 Albert IV Mądry 1503 |
| Książę Burgundii                           | - 1467 Karol Śmiały 1477 |
| Sułtan Brunei                              | - 1473 Bolkiah 1521 |
| Cesarz Chin                                | - 1464 Chenghua 1487 |
| Król Cypru                                 | - 1473 Jakub III 1474 - 1474 Katarzyna Cornaro 1489 |
| Król Czech                                 | - 1469 Maciej Korwin 1490 |
| Król Danii                                 | - 1448 Chrystian I 1481 |
| Dalajlama                                  | - 1391 Gendun Drup 1474 |
| Władca Egiptu                              | - 1468 Ka'itbaj 1496 |
| Cesarz Etiopii                             | - 1468 Beyde Marjam I 1478 |
| Król Francji                               | - 1461 Ludwik XI 1483 |
| Hrabia Holandii                            | - 1467 Karol Śmiały 1477 |
| Władca Inków                               | - 1471 Tupac Yupanqui 1493 |
| Cesarz Japonii                             | - 1464 Go-Tsuchimikado 1500 |
| Kalif                                      | - 1455 Al-Mustandżid 1479 |
| Król Kastylii i Leónu                      | - 1454 Henryk IV 1474 - 1474 Izabela I Katolicka 1504 |
| Patriarcha Konstantynopola                 | - 1471 Symeon I z Trapezuntu 1474 |
| Władca Korei                               | - 1469 Sŏngjong 1494 |
| Wielki książę litewski                     | - 1440 Kazimierz IV Jagiellończyk 1492 |
| Cesarz Majapahitu                          | - 1466 Suraprabhawa 1474 - 1474 Girindrawardhana 1498 |
| Sułtan Maroka                              | - 1472 Muhammad asz-Szajch al-Mahdi 1505 |
| Książę Mediolanu                           | - 1466 Galeazzo Maria 1476 |
| Senior Monako                              | - 1458 Lambert Grimaldi 1494 |
| Wielki książę moskiewski                   | - 1462 Iwan III Srogi 1505 |
| Król Nawarry                               | - 1441 Jan II Aragoński 1479 |
| Król Norwegii                              | - 1450 Chrystian I 1481 |
| Sułtan Omanu                               | - 1451 Umar ibn al-Chattab 1490 |
| Elektor Palatynatu                         | - 1449 Fryderyk I 1476 |
| Papież                                     | - 1471 Sykstus IV 1484 |
| Król Portugalii                            | - 1438 Alfons V 1481 |
| Cesarz Rzymski (niemiecki)                 | - 1440 Fryderyk III Habsburg 1493 |
| Kapitanowie Regenci San Marino             | - 1473 Menetto di Menetto Bonelli Sabatino di Bianco 1474 - 1474 Bartolo di Antonio Pasquino di Antonio 1474 - 1474 Serafino di Michele Marino d'Antonio Giannini 1475 |
| Elektor Saksonii                           | - 1464 Ernest Wettyn 1486 |
| Król Szkocji                               | - 1460 Jakub III 1488 |
| Król Szwecji                               | - 1471 Sten Sture Starszy 1497 |
| Król Tajlandii                             | - 1448 Borommatrailokkanat 1488 |
| Sułtan Turków                              | - 1451 Mehmed II Zdobywca 1481 |
| Doża Wenecji                               | - 1473 Niccolò Marcello 1474 - 1474 Pietro Mocenigo 1476 |
| Król Węgier                                | - 1458 Maciej Korwin 1490 |
| Cesarz Wietnamu                            | - 1460 Lê Thánh Tông 1497 |
| Wielki mistrz zakonu krzyżackiego          | - 1470 Henryk Reffle von Richtenberg 1477 |

Rok 1474 / MCDLXXIV
stulecia: XIV wiek ~
XV wiek ~
XVI wiek

lata: 1464 «
1469 «
1470 «
1471 «
1472 «
1473 «
1474
» 1475
» 1476
» 1477
» 1478
» 1479
» 1484

## Wydarzenia w Polsce
- Wrocław wystąpił ze związku Hanzy
- Zbrojny najazd wojsk węgierskich Macieja Korwina Hunyadego (wg anonimowego źródła śląskiego) pod dowództwem Tomasza Tharczaya z Lipian na południową Polskę. Wojska te zdobyły Zamek w Muszynie, spaliły m.in. Rożnów, Duklę, Żmigród, Zamek Golesz, Sobień, Dębowiec, Jasło oraz Pilzno. (W okresie pertraktacji pokojowych od roku 1471 w Nitrze oraz kilku mniejszych zamkach pozostawało kilka tysięcy wojsk polskich pod wodzą Pawła Jasieńskiego, które atakowały Górne Węgry. W odpowiedzi Maciej Korwin atakował pograniczne ziemie polskie.)
- Lublin stał się stolicą województwa lubelskiego
- Luty – Traktat pokojowy z Węgrami w Spiskiej Starej Wsi. Zakładał rezygnację Jagiellonów ze starań o koronę węgierską za życia Macieja Korwina i regulował sporne sprawy graniczne. Osobno został zawarty trzyletni rozejm węgiersko-czeski.
- Marzec – Jagiellonowie przystali na wynegocjowane w Norymberdze układy sojuszu z cesarzem, skierowane przeciwko królowi Węgier, które zakładały wspólny habsbursko-jagielloński atak na Węgry i wyznaczały dokładnie termin rozpoczęcia wojny z Korwinem.
- 20 czerwca-6 lipca – w Piotrkowie obradował sejm walny[1].
- Kazimierz IV Jagiellończyk uderzył na Śląsk, wspomagając swego syna Władysława który jako król czeski walczył z drugim królem czeskim, Maciejem Korwinem, zarazem królem Węgier,
- 15 listopada – koło Wrocławia we wsi Muchobór Wielki miał miejsce zjazd, na którym doszło do porozumienia pomiędzy trzema królami: polskim Kazimierzem Jagiellończykiem, czeskim Władysławem Jagiellończykiem (synem Kazimierza) i węgierskim Maciejem Korwinem po tym, gdy Jagiellonowie bezskutecznie usiłowali zająć Wrocław.
- 8 grudnia – trzej królowie podpisali rozejm na trzy lata.
- najazd Jana II Szalonego księcia żagańskiego na czele wojsk zwerbowanych przez Macieja Korwina na południową Wielkopolskę, skąd wywiózł bogate łupy.

## Wydarzenia na świecie
- 13 listopada – wojna szwajcarsko-burgundzka: zwycięstwo Szwajcarów w bitwie pod Héricourt.
- 11 grudnia – Izabela I Katolicka została królową Kastylii i Leónu.
- 13 grudnia – Izabela I Katolicka została koronowana na królową Kastylii i Leónu.
- Pierwsze prawa patentowe - Wenecja (prawo ustanowione przez senat miasta, patent przyznawano na 10 lat).
- Niemiecki astronom Regiomontanus wydał pierwszą drukowaną pracę naukową.
- Śląsk znalazł się w Państwie Węgierskim.

## Urodzili się
- 21 marca – Aniela Merici, święta włoska (zm. 1540)
- 18 maja – Isabella d’Este, włoska arystokratka (zm. 1539)
- 8 września – Ludovico Ariosto, autor poematu Orland szalony (zm. 1533)
- 13 października – Mariotto Albertinelli, włoski malarz (zm. 1515)
- Juan Borgia, syn papieża Aleksandra VI, książę (zm. 1497)
- Erazm Ciołek, biskup płocki (zm. 1522)
- Jan Mikołajewicz Radziwiłł, marszałek ziemi litewski (zm. 1522)

## Zmarli
- 27 listopada – Guillaume Dufay, franko-flamandzki kompozytor okresu renesansu (ur. ok. 1400 )